# Øret pil
Øret Pil (Salix aurita) er en 2-3 m høj busk, som minder meget om grå-pil i krav til voksested og blomstring, men er oftest knyttet til surbund. Den er mindre og mere langsomtvoksende end grå-pil.

## Voksested
I Danmark er den almindelig i hele landet i klitter og heder, moser og enge, i fugtige skove og i grøfter.

## Anvendelse
Arten er velegnet til skovbryn og læplantninger, hvor jorden er fugtig. Den tåler beskæring godt.
| Portal | Portal:Botanik |